# Ibá de Oxumarê

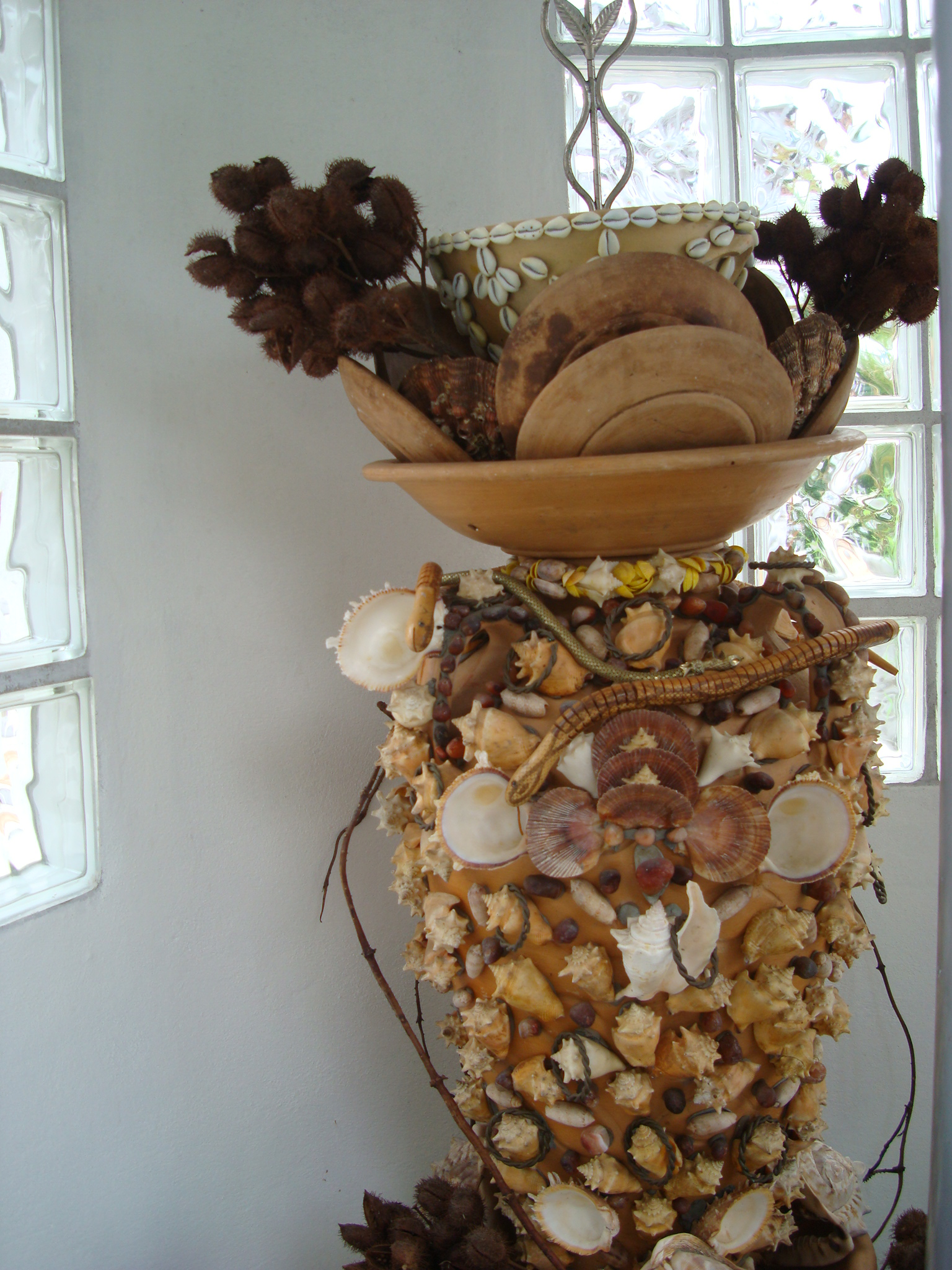
Assentamento de Oxumarê - candomblé

Ibá de Oxumarê (em iorubá: igbá Òṣùmàrè) ou assentamento de Oxumarê são construídos com recipientes de barro como alguidar, cuscuzeiro, quartinha, talha etc.

## Confecção
Dentro de um alguidar ou cuscuzeiro "de pé", são dispostos vários apetrechos, dependendo da qualidade deste misterioso e complexo orixá. São encontrados vários tipos de búzios, pérola de água doce e salgada, moedas antigas de prata, vários tipos de sementes como aridã olho de boi, orobô, miniatura de serpente em quantidade de quatorze (14) confirmando sua ligação com os odus icá e uma argamassa com variado tipo de folha sagrada, em especial duas plantas chamadas gervão e batata-doce, onde é fixado um caduceu e o sagrado apetrecho mais importante de todos os orixás, o otá.
Geralmente uma talha ou um pote bem grande é ornada com grande quantidade de conchas e búzios, contendo o líquido mais precioso do universo denominado de Omim preferencialmente de chuva, serve de suporte para este precioso ibá orixá.